# Leopoldo Sumaylo Tumulak
Leopoldo Sumaylo Tumulak (1944 – 2017) là một Giám mục Công giáo người Philipines của Giáo hội Công giáo Rôma. Ông nguyên là Tổng Tuyên Uý Quân đội Philippines. Trước đó, ông cũng từng đảm nhiệm các chức vị khác như Giám mục Phụ tá Tổng giáo phận Cebu và Giám mục chính tòa Giáo phận Tagbilaran.

## Tiểu sử
Giám mục Leopoldo Sumaylo Tumulak sinh ngày 29 tháng 9 năm 1944 tại Santander, thuộc Philippines. Sau quá trình tu học dài hạn tại các chủng viện theo quy định của Giáo luật, ngày 30 tháng 3 năm 1941, Phó tế Tumulak, 27 tuổi, tiến đến việc được truyền chức linh mục. Tân linh mục cũng là thành viên của linh mục đoàn Tổng giáo phận Cebu.
Sau khi thực hiện các nghi lễ tôn giáo trên cương vị cương vị linh mục trong khoảng thời gian suốt 15 năm, ngày 12 tháng 1 năm 1987, tin tức loan đi từ Tòa Thánh, thông báo việc Giáo hoàng đã xác nhận việc tuyển chọn và bổ sung linh mục Leopoldo Sumaylo Tumulak, 43 tuổi vào Giám mục đoàn, với chức danh cụ thể là Giám mục phụ tá Tổng giáo phận Cebu và danh hiệu Giám mục Hiệu tòa Lesvi. Lễ tấn phong cho vị tân chức đã được tổ chức vào ngày 16 tháng 3 sau đó, với phần nghi thức truyền chức được cử hành bởi 3 giáo sĩ cấp cao. Chủ phong cho vị tân chức là Hồng y Ricardo Jamin Vidal, Tổng giáo phận Cebu. Hai vị còn lại trong vai trò phụ phong là Tổng giám mục Manuel Sandalo Salvador, Tổng giám mục Phó Cebu và Giám mục Angel Nacorda Lagdameo, Giám mục Phó Giáo phận Dumaguete. Tân giám mục chọn cho mình châm ngôn:Unitas in caritate.
Sau 5 năm  phục vụ tại Cebu với cương vị là một Giám mục Phụ tá, ngày 28 tháng 11 năm 1992, Tòa Thánh cho công bố quyết định thuyên chuyển Giám Tumulak đến nhiệm sở mới, cụ thể với chức vị Giám mục Chính toà Giáo phận Tagbilaran.
Sau hơn 12 năm trên cương vị người lãnh đạo tinh thần toàn Giáo phận Tagbilaran, ngày 15 tháng 1 năm 2005, Tòa Thánh quyết định thuyên chuyển Giám mục Leopoldo Sumaylo Tumulak làm Tổng tuyên úy Quân đội Philipines.
Lại một nhiệm kì 12 năm nữa của Giám mục Tumulak kết thúc, nhưng lần này không phải do Tòa Thánh thuyên chuyển, ông qua đời ngày 17 tháng 6 năm 2017, thọ 72 tuổi.